# 463
463 (CDLXIII) fue un año común comenzado en martes del calendario juliano, en vigor en aquella fecha.
En el Imperio romano, el año fue nombrado el del consulado de Basilio y Viviano, o menos comúnmente, como el 1216 Ab urbe condita, adquiriendo su denominación como 463 a principios de la Edad Media, al establecerse el anno Domini.

## Acontecimientos
- Migraciones a Europa de la federación de tribus húnicas onogures, recogidas por Prisco Rétor.

## Fallecimientos
- Requimundo, caudillo militar suevo.
- Frumario, caudillo militar suevo.